# William III của Anh
William III hoặc Willem III xứ Oranje (14 tháng 11 năm 1650 – 8 tháng 3 năm 1702)[a] là Thân vương của xứ Orange, từ năm 1672 là Stadtholder các tỉnh Holland, Zeeland, Utrecht, Guelders, và Overijssel của Cộng hòa Hà Lan, rồi được tôn làm Quốc vương của Vương quốc Anh, Scotland và Ireland kể từ năm 1689. Là một thành viên của Nhà Oranje-Nassau, William III trị vì Anh, Scotland, và Ireland sau cuộc Cách mạng Vinh Quang, khi nhạc phụ của ông, James II của Anh, bị phế truất. William đồng trị vì với vợ, Mary II, cho đến khi Mary mất ngày 28 tháng 12 năm 1694. Ông là "William II" ở Scotland, và là "William III" ở Anh và Ireland. Tại Bắc Ireland và Scotland, người ta còn gọi ông là "Vua Billy".
Là tín hữu Kháng Cách, William tham gia các cuộc chiến chống Louis XIV của Pháp, một quân vương Công giáo đầy quyền lực, trong bối cảnh châu Âu đang bị chia cắt bởi các thế lực Công giáo và Kháng Cách. Phần lớn là nhờ thanh danh ấy mà William được tôn làm vua nước Anh nơi có nhiều người luôn e sợ một sự phục hồi ảnh hưởng Công giáo do những nỗ lực của James đem cựu giáo trở lại vương quốc này. Chiến thắng của William III tại trận sông Boyne khi ông đánh bại James II năm 1690 vẫn được Hội Orange ở Bắc Ireland kỷ niệm cho đến ngày nay. Thời trị vì của William nổi bật với sự khởi đầu của giai đoạn chuyển đổi quyền lực từ thể chế cai trị độc đoán của dòng họ Stuart sang thể chế tập trung nhiều quyền lực hơn cho Quốc hội dưới triều Hanover.
William III qua đời không để lại hậu duệ, nên ông đã viết di chúc để lại tước vị Stadtholder tại các tỉnh Hà Lan cho người cháu trai là Johan Willem Friso thuộc nhánh Nassau-Dietz của Nhà Nassau, chính người cháu này đã tạo ra dòng thứ 3 của Vương tộc Oranje-Nassau và hậu duệ của Johan Willem Friso đã trị vì Hà Lan cho đến tận ngày nay.

## Thiếu thời

### Dòng dõi

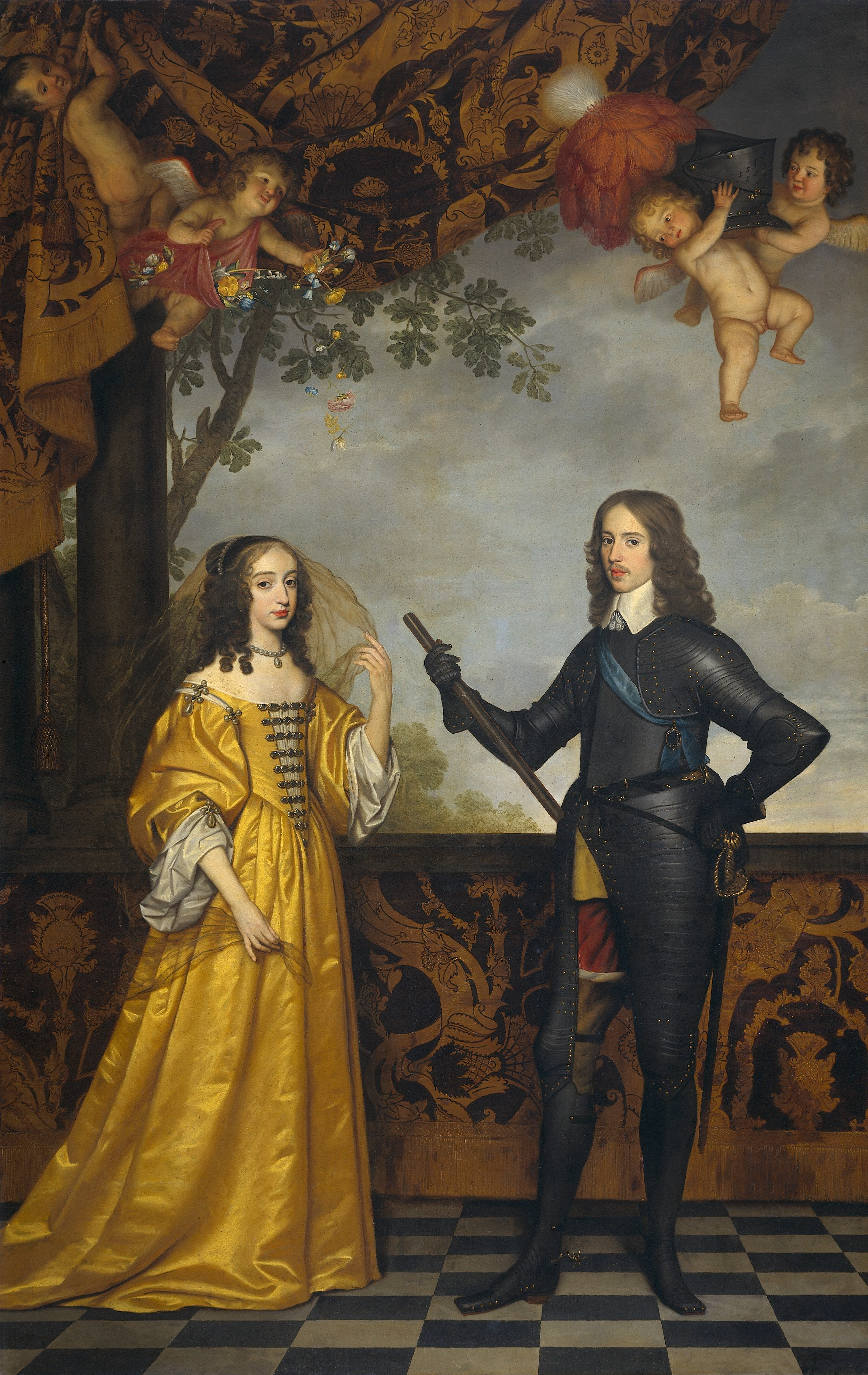
Song thân của William, William II xứ Orange và Mary, Vương nữ Vương thất

Willem Hendrik xứ Oranje chào đời tại La Hay (Den Haag trong tiếng Hà Lan) thuộc Cộng hòa Hà Lan ngày 4 tháng 11 năm 1650, là con duy nhất của Willem II, Thân vương xứ Orange, và Mary, Công chúa nước Anh. Cha của William mất vì bệnh đậu mùa chỉ tám ngày trước khi con trai ra đời. Vì vậy, William trở thành người sẽ thừa kế tước hiệu Thân vương xứ Orange từ lúc mới sinh.
Ngay lập tức bùng nổ cuộc tranh chấp giữa Mary và bà của William, Amalia xứ Solms-Braunfels, trong việc giành quyền đặt tên cho cậu bé. Mary muốn con trai mang tên Charles theo tên anh của bà, nhưng bà nội cậu bé muốn cháu có tên William hoặc Willem nhằm củng cố triển vọng của cậu bé trở thành Thống đốc trong tương lai. Trong di chúc, William II đã ủy nhiệm vợ quyền bảo hộ con trai, nhưng vì chưa kịp ký tên trước khi chết nên văn kiện này không được công nhận. Ngày 13 tháng 8 năm 1651 "Hoge Raad" (Hội đồng Tối cao) của Hà Lan ra quyết định giao quyền bảo hộ cho mẹ và bà nội của cậu bé, cùng Tuyển đế hầu Brandenburg (vợ ông, Louise Henriette, là chị cả của William).

### Học vấn
Mẹ của William cũng không mấy quan tâm đến con trai, có khi vắng mặt cả năm, và luôn tìm cách tránh xa xã hội Hà Lan. Ban đầu việc giáo dục dành cho William được ủy thác cho các nữ gia sư người Hà Lan, và một số gia sư gốc Anh, trong đó có Walburg Howard. Từ tháng 4 năm 1656, William tiếp nhận giáo huấn theo đức tin Cải cách từ Cornelis Trigland, nhà thuyết giáo theo Thần học Calvin. Một tiểu luận, có lẽ của một trong những thầy giáo của William, Constantijn Huyens, đã miêu tả chi tiết nền giáo dục hoàn thiện mà William thụ hưởng có tựa đề Discours sur la nourriture de S.H. Monseigneur le Prince d'Orange. William được dạy dỗ rằng Chúa đã chọn cậu để hoàn thành sứ mạng lịch sử của nhà Orange. Từ đầu năm 1659, William dành bảy năm để theo học tại Đại học Leiden, dù không chính thức ghi danh, dưới sự dẫn dắt của Hendrik Bornius, giáo sư môn đạo đức học. William cũng học tiếng Pháp với Samuel Chappuzeau.
Ngày 23 tháng 12 năm 1660, mẹ của William qua đời tại Lâu đài Whitehall, Luân Đôn, khi cậu bé mới 10 tuổi. Bà để lại di chúc yêu cầu anh trai của bà, vua Charles II, chăm sóc quyền lợi của con trai, do đó Charles II yêu cầu Nghị viện Hà Lan (Staten van Holland en Westfriesland) chấm dứt mọi sự can thiệp. Ngoài ra, quyền bảo hộ và giáo dưỡng William còn trở thành mục tiêu tranh chấp giữa phe bảo hoàng với các nhóm đấu tranh cho Hà Lan theo khuynh hướng cộng hòa.
Lúc đầu, giới chức trách Hà Lan tìm mọi cách che giấu những cuộc vận động ngầm này, nhưng sau khi xảy ra chiến tranh Anh–Hà Lan lần thứ hai, một trong những điều kiện vua Charles đưa ra để ký hòa ước là khẳng định địa vị của cháu trai nhà vua. Năm 1666, phản ứng trước áp lực của Charles, Nghị viện Hà Lan chính thức công bố William, khi ấy 16 tuổi, là "Người con của Đất nước". De Witt, chính trị gia hàng đầu của nền cộng hòa, đảm trách việc học tập của William, mỗi tuần chỉ dẫn cậu chuyện quốc sự và cùng chơi quần vợt với cậu.

## Tham chính

### Mất chức Thống đốc

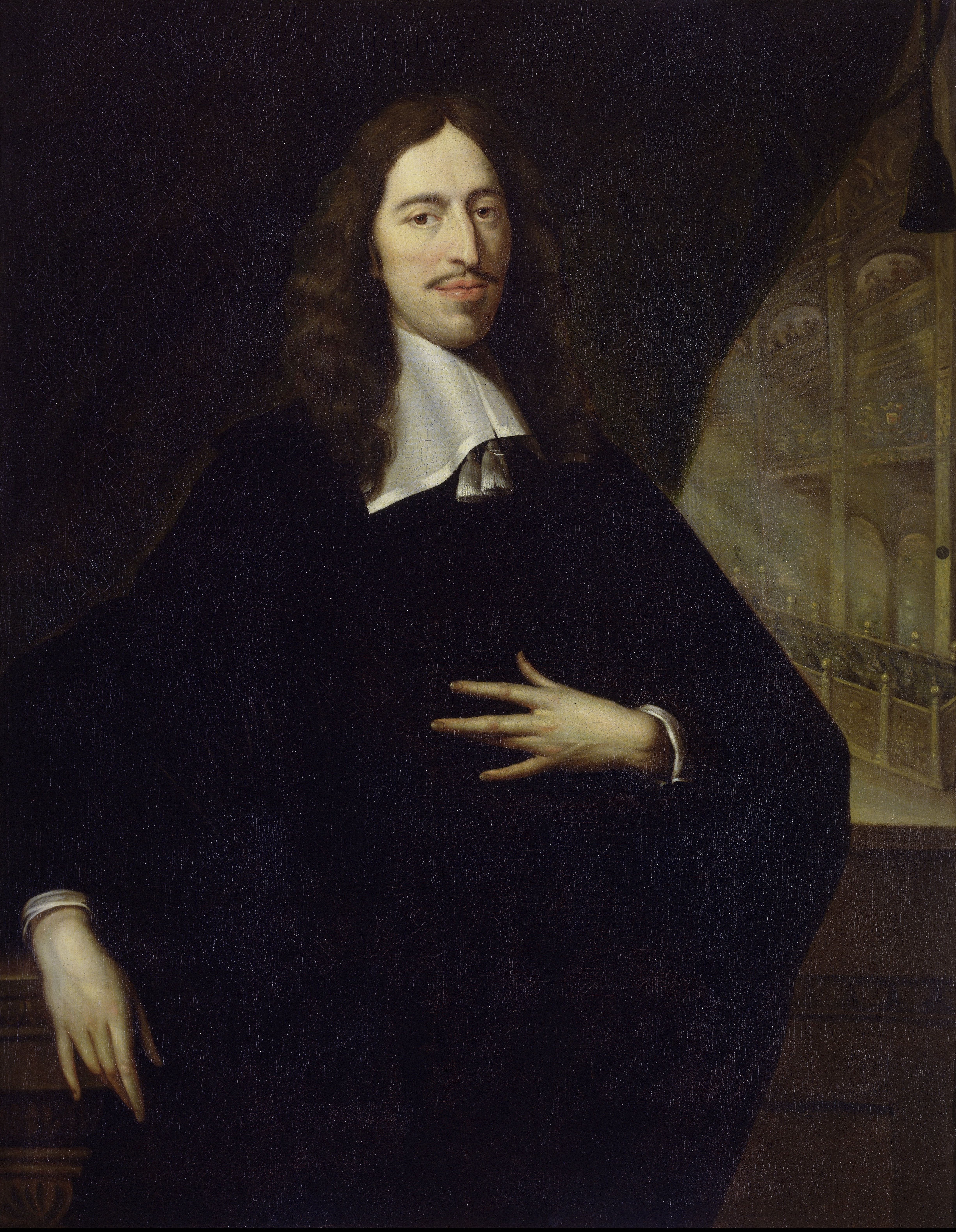
Johan de Witt

Từ lúc cha William qua đời, các tỉnh ở Hà Lan bãi bỏ chức thống đốc. Một trong các điều khoản của Hiệp ước Westminster chấm dứt chiến tranh Anh–Hà Lan lần thứ nhất, theo yêu cầu của Oliver Cromwell, cấm tỉnh Holland bổ nhiệm thành viên nhà Orange làm thống đốc. Sau khi vương quyền Anh được phục hồi, điều khoản này bị thu hồi. Năm 1660, Mary và Amalia cố thuyết phục các tỉnh ở Hà Lan chấp nhận William làm thống đốc tương lai của họ, nhưng bị từ chối.
Năm 1667, khi William mới vừa mười tám, những người trung thành với nhà Orange vận động cho cậu vào các chức vụ thống đốc và thống chế quân đội. Nhằm ngăn chặn sự hồi phục ảnh hưởng của nhà Orange, De Witt cho phép thị trưởng (pensionary) Haarlem, Gaspar Fagel, vận động Nghị viện Holland ban hành sắc lệnh Perpetual (1667), cấm thống chế quân đội hoặc đô đốc hải quân kiêm nhiệm chức vụ thống đốc. Tuy nhiên, đến tháng 9 năm 1668, Nghị viện Zealand nhận William làm "Quý tộc thứ nhất". William phải trốn các gia sư để đến Middlburg để nhận tước vị. Một tháng sau, Amalia tuyên bố William đã đến tuổi trưởng thành.
Tỉnh Holland, trung tâm của khuynh hướng chống nhà Orange, tuyên bố bãi bỏ chức thống đốc. Trong tháng 3 năm 1670, bốn tỉnh khác noi theo, cùng thiết lập một liên minh mang tên "Harmony". De Witt yêu cầu các nghị viên hội đồng thành phố tuyên thệ ủng hộ sắc lệnh. William thấy mình đã thất bại, nhưng trong thực tế, đây là một giải pháp thỏa hiệp: con đường dẫn William tiến đến vị trí tổng tư lệnh ngày càng rõ ràng. Thậm chí De Witt còn chịu nhượng bộ để William nhận ghế thành viên Hội đồng Quốc gia là định chế có quyền quản lý ngân sách quốc phòng.

### Tranh chấp với phe Cộng hòa
Tháng 11 năm 1670, William được phép đến Anh để thuyết phục Charles trả ít nhất là một phần của số tiền 2.797.859 guilder mà nhà Stuart nợ nhà Orange. Charles không có khả năng chi trả nhưng William đồng ý giảm nợ còn 1.800.000 guilder. Khi nhận ra cháu mình là một người Kháng Cách mộ đạo và là một người Hà Lan yêu nước, Charles bỏ ý định tỏ cho William biết hiệp ước bí mật ký kết với Pháp mà chỉ bàn về việc khống chế phe cộng hòa, và thành lập vương quyền ở Hà Lan. Mặt khác, ngoài những khác biệt trong chính kiến, William thấy lối sống của Charles và James là hoàn toàn xa lạ với mình, họ chỉ quan tâm đến rượu, bài bạc, và nô đùa với đám tì thiếp.
Năm sau, nền cộng hòa bị đe dọa nghiêm trọng khi nguy cơ bị liên minh Anh–Pháp tấn công đang đến gần. Dù còn trẻ tuổi và thiếu kinh nghiệm, Nghị viện Tỉnh Gelderland vẫn muốn bổ nhiệm William vào chức Thống chế càng sớm càng tốt. Ngày 15 tháng 12 năm 1671, Nghị viện Tỉnh Utrecht tiếp bước Gelderland. Song Nghị viện Holland hạn chế nhiệm kỳ của William trong một chiến dịch. Ông hoàng từ chối, ngày 25 tháng 2 năm 1672 tiến tới một thỏa hiệp, Quốc hội đồng ý kéo dài nhiệm kỳ của William trong một mùa hè, rồi bổ nhiệm trọn đời khi William đủ 23 tuổi. Tháng 1 năm 1672, William bí mật gởi thư cho Charles đề nghị bác làm áp lực trên Quốc hội bổ nhiệm cậu vào chức vụ thống đốc. Đổi lại, Cộng hòa Hà Lan sẽ là đồng minh với Anh, và phục vụ các quyền lợi của Charles trong mức độ "danh dự và lòng trung thành với tổ quốc cho phép". Charles không quan tâm đến đề nghị của người cháu, tiếp tục tiến hành kế hoạch chiến tranh với sự hỗ trợ của đồng minh Pháp.

## Thống đốc Hà Lan

### Năm thảm họa: 1672

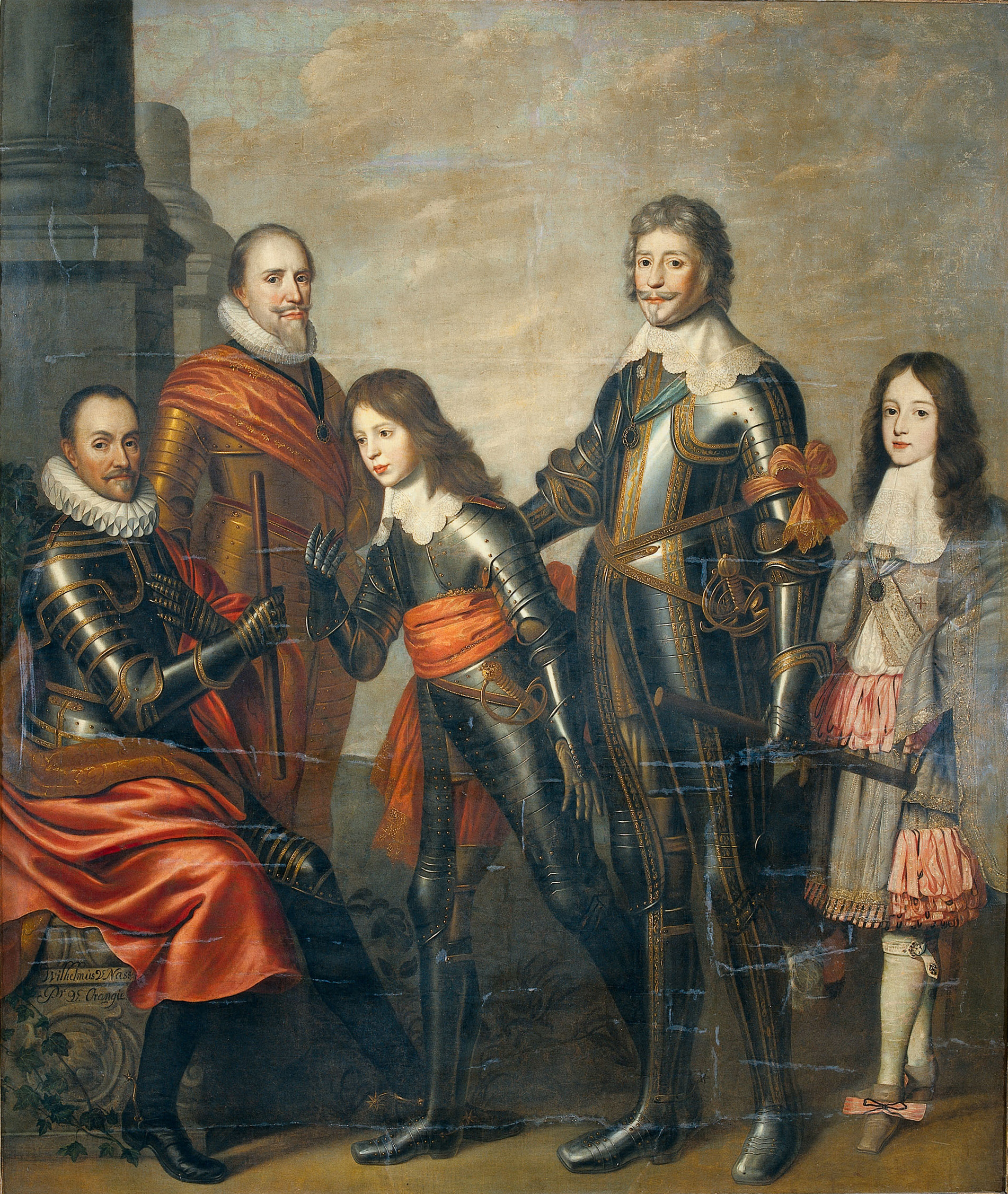
Bốn thế hệ nhà Orange: Willem I, Maurice và Frederick Henry, Willem II, Willem III

Đối với Cộng hòa Hà Lan, năm 1672 là năm thảm họa (tiếng Hà Lan: rampjaar) do chiến tranh Pháp–Hà Lan và chiến tranh Anh–Hà Lan lần thứ ba khi đất nước này bị Louis XIV của Pháp, Anh, Münster, và Cologne xâm lăng. Dù hạm đội liên quân Anh–Pháp bị đánh bại tại trận thủy chiến Solebay, trong tháng 6 bộ binh Pháp tràn ngập hai tỉnh Gelderland và Utrecht. Ngày 14 tháng 6, William rút quân về tỉnh Holland. Khi quân Pháp cách Amsterdam khoảng 35 km, ngày 8 tháng 6, Nghị viện ra lệnh mở cửa đập xả lũ nhằm bảo vệ phần đất còn lại. Nước biển tràn vào, làm ngập lụt hoa màu và đồng cỏ, nhấn chìm nhà cửa và hoa viên, dìm chết bò và heo, khiến cho công lao khổ nhọc hàng thế kỷ phút chốc phải tiêu tán. Amsterdam trước ở vào vị trí không thể bảo vệ được, giờ trở thành một hòn đảo. Quân Pháp không có tàu thuyền, chỉ đành đứng từ xa mà ngắm nhìn thành phố họ định chiếm đóng. Cùng lúc, William vận động ngoại giao với Habsburg, Brandenburg, Hannover, Đan Mạch và Tây Ban Nha, ông vạch ra rằng sức mạnh và tham vọng của Louis XIV không chỉ là mối đe dọa với Hà Lan, mà còn cả các quốc gia khác. Các nước đều có ấn tượng với lý luận của ông, càng thêm ấn tượng với cuộc kháng chiến dai dẳng của Hà Lan. Louis XIV, tin rằng cuộc chiến đã kết thúc, khởi sự thương thảo để đòi được nhiều tiền càng tốt. Trong khi đó, sự hiện diện của binh lính Pháp ngay tại trung tâm của Cộng hòa Hà Lan làm người dân phẫn nộ, họ quay sang chống đối De Witt và những người ủng hộ ông.
Ngày 4 tháng 7, Nghị viện tỉnh Holland bổ nhiệm William vào chức vụ thống đốc, ông tuyên thệ nhậm chức năm ngày sau đó. Hôm sau, đặc sứ của Charles, Lord Arlington, đến Nieuwerbrug phong William làm Thân vương trị vì Hà Lan, đổi lại là một thỏa ước hàng phục. Khi bị từ chối, Arlington dọa rằng William sẽ chứng kiến sự kết thúc của nền cộng hòa, William khẳng khái đáp trả bằng câu nói trứ danh:
| “             | Chỉ có một cách duy nhất để tránh điều này: chiến đấu cho đến khi ngã chết trong chiến hào cuối cùng.' | ” |
| — William III | |   |

Vào ngày 7 tháng 7, các cơn lũ đã kịp phong tỏa quân đội Pháp. Ngày 16 tháng 7, tỉnh Zealand bổ nhiệm William làm thống đốc. Vào ngày 15 tháng 8, William phổ biến một bức thư của Charles, trong đó vua nước Anh cho biết ông khởi binh là do sự lộng quyền của phe de Witt, khiến dân chúng càng thêm bất bình. Ngày 20 tháng 8, Johan de Witt và em trai, Cornelis, bị một dân quân trung thành với nhà Orange ám sát tại The Hague. Kế đó, William thay thế nhiều quan nhiếp chính người Hà Lan bằng những người ủng hộ ông.
William tiếp tục chiến đấu chống lực lượng ngoại xâm đến từ Anh và Pháp, ông tìm cách liên minh với Tây Ban Nha và lãnh địa Brandenburg. Tháng 11 năm 1672, ông đem quân đến Maastricht đe dọa cắt đường tiếp tế của quân Pháp. Đến năm 1673, tình hình dần sáng sủa. Mặc dù Louis chiếm Maastricht và William thất bại khi tập kích Charleroi, Phó Đô đốc Michiel de Ruyter ba lần đánh bại hạm đội Anh–Pháp, buộc Charles phải rút khỏi Hiệp ước Westminster; kể từ năm 1673, quân Pháp dần dà triệt thoái khỏi lãnh thổ Hà Lan, ngoại trừ Maastricht.
Fagel đề nghị trừng phạt các tỉnh vừa được giải phóng như Utrecht, Gelderland và Overijssel bằng cách xem họ là lãnh thổ bị chiếm đóng, bởi vì trước đó họ đã sớm hàng phục quân thù. William bác bỏ ý kiến của Fagel, và nhận được sự ủy nhiệm đặc biệt Quốc hội để bổ nhiệm toàn bộ thành viên Quốc hội đại diện những tỉnh này. Ngày 26 tháng 4 năm 1674, phe ủng hộ William trong nghị viện Tỉnh Utretcht bổ nhiệm ông làm thống đốc. Ngày 30 tháng 1 năm 1675, Nghị viện Gelderland ban ông tước vị Công tước Guelder và Bá tước Zutphen. Nhưng những phản ứng tiêu cực từ Zealand và thành phố Amsterdam khiến William từ chối các tước vị này, thay vì vậy, ông được chỉ định làm thống đốc Gelderland và Overijssel.

### Hôn nhân

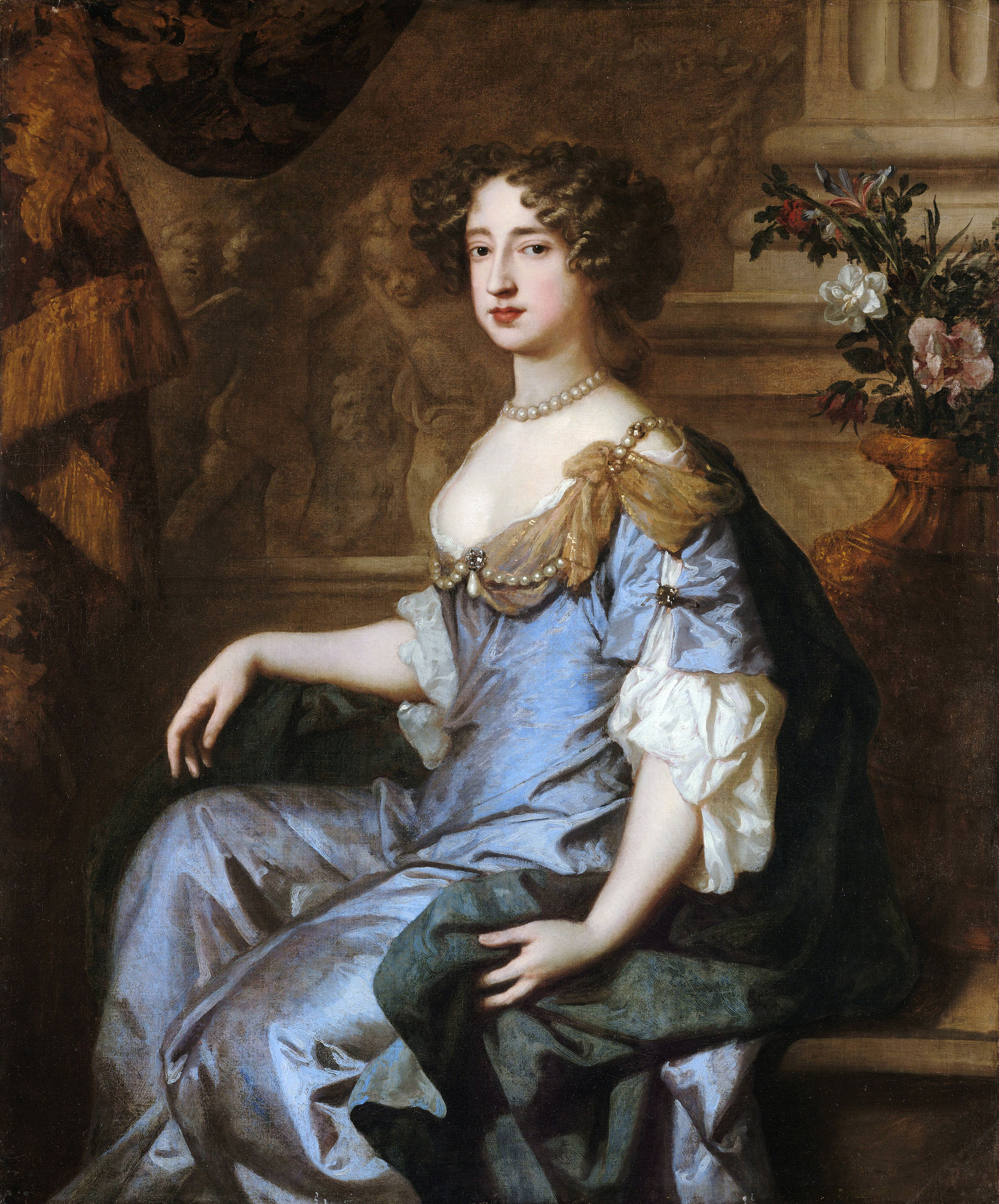
William kết hôn với Mary năm 1677.

Giữa lúc còn chiến tranh với Pháp, William đã tìm cách nâng cao vị trí đối ngoại của mình bằng cách kết hôn với cô em họ nhỏ hơn mình 11 tuổi, Mary Stuart, con gái của vua James II, nữ Công tước xứ York. William tin rằng cuộc hôn nhân này sẽ mang đến cho ông nhiều cơ hội kế thừa các vương quốc của Charles, và lôi kéo vương quyền Anh khỏi lập trường thân Pháp. James không đồng ý, nhưng Charles gây áp lực trên em trai  vì muốn lợi dụng cơ hội để lập thế quân bình trong đàm phán, song William nhấn mạnh rằng cần có sự tách bạch trong vấn đề này. Ngày 4 tháng 11 năm 1677, Giám mục Henry Compton cử hành lễ hôn phối cho hai người. Do một lần sẩy thai và sau đó là bệnh tật, Mary không có con.

### Hòa bình với Pháp, vận động ở Anh
Trong năm 1678, Louis muốn có hòa bình với Cộng hòa Hà Lan. Dù vậy, vẫn còn căng thẳng giữa hai nước: William vẫn nghi ngờ vua Pháp còn nuôi tham vọng về một vương quyền cho toàn thể châu Âu. Louis từng gọi William là "kẻ thâm thù", xem ông là kẻ hiếu chiến đáng tởm. Thêm vào đó là quyết định của Louis thu hồi Chiếu chỉ Nantes dấy lên làn sóng tị nạn của người Huguenot tràn vào Hà Lan. Đó là những lý do thúc đẩy William gia nhập các liên minh chống Pháp như Association League, rồi Liên minh Ausburg (gồm có Đế quốc La Mã Thần thánh, Thụy Điển, Tây Ban Nha, và một số lãnh địa Đức).
Sau khi kết hôn với Mary nhà Stuart, tên William được đưa vào danh sách kế vị trong trường hợp James, nhạc phụ và cũng là cậu của William, bị tước quyền kế vị vì là người Công giáo. Suốt trong lúc xảy ra cuộc khủng hoảng Exclusion Bill năm 1680, lúc đầu Charles mời William đến Anh nhằm củng cố vị thế của vương quyền, nhưng về sau đổi ý. William ngầm thuyết phục Quốc hội Hà Lan thỉnh nguyện vua Anh đừng trao quyền kế vị cho người Công giáo, dù không nhắc đến tên James. Sau những phản ứng giận dữ của Charles và James, William cắt đứt quan hệ với họ.
Năm 1685, James II lên kế vị Charles, William tìm cách hòa giải với James trong khi cố xoa dịu những người Kháng Cách ở Anh. William hi vọng James gia nhập Liên minh Ausburg, nhưng đến năm 1687 đã rõ ràng là James không muốn gia nhập liên minh chống Pháp. Mối quan hệ giữa hai người ngày càng xấu đi. Tháng 11, vợ của James tuyên bố có thai. Trong tháng đó, William gởi dân chúng Anh một bức thư mở chỉ trích chính sách tôn giáo của James. Vốn đã có mối quan hệ thân tình với William từ nhiều năm, đông đảo chính trị gia người Anh bắt đầu đàm phán với William để sắp xếp một cuộc chính biến.

## Cách mạng Vinh quang

### Tiến vào nước Anh
Lúc đầu William chống đối kế hoạch, nhưng đến tháng 4 năm 1688, khi nhận thấy do phải đối đầu với Đức và Ý, nước Pháp không thể tấn công Hà Lan nếu William đem quân tiến vào Anh Quốc, ông khởi sự chiêu tập binh mã chuẩn bị cho một cuộc viễn chinh. Tin chắc rằng nhân dân Anh sẽ không phản ứng trước lực lượng ngoại xâm, William viết thư cho Đề đốc Arthur Herbert cho biết hầu hết những nhân vật quan trọng của cộng đồng Kháng Cách tại Anh mời ông đến. Tháng 6, vợ của James sinh con trai, James Francis Edward Stuart, người thế chỗ Mary Stuart, vợ của William, trong cương vị người đứng đầu danh sách kế vị. Trong khi đó, sự phẫn uất của dân chúng gia tăng khi bảy Giám mục phản đối chính sách tôn giáo của James bị truy tố.
Ngày 30 tháng 6 năm 1688 – ngày bảy Giám mục được tòa tha bổng – một nhóm chính trị gia, về sau được mệnh danh là "Bảy người Bất tử", gởi thư mời William đến Anh. Đến tháng 9 năm 1688, kế hoạch của William tiến vào Anh nhận được sự ủng hộ rộng rãi của công chúng. Ngày 5 tháng 11 năm 1688, với sự hộ tống của 11.000 bộ binh và 4.000 kỵ binh, từ chiến thuyền Brill, William đổ bộ xuống Brixham ở đông nam nước Anh với tuyên cáo:
| “             | Ta sẽ duy trì sự tự do của nước Anh và của đức tin Kháng Cách. | ” |
| — William III |                                                                |   |

Không còn ai theo James, các sĩ quan bỏ hàng ngũ – đặc biệt là Lord Churchill xứ Eyemouth, tư lệnh quân đội giỏi nhất của James, còn giới quý tộc trên khắp nước tuyên bố ủng hộ William. James cố chống trả William, nhưng khi nhận ra tình trạng tuyệt vọng của mình, ông sai sứ giả đến đàm phán với William, rồi bí mật đào thoát vào ngày 11 tháng 12. Các ngư phủ bắt giữ James và giải giao về Luân Đôn. Ngày 23 tháng 12, ông lại tìm cách đào thoát, lần này thành công.

### Tôn vương

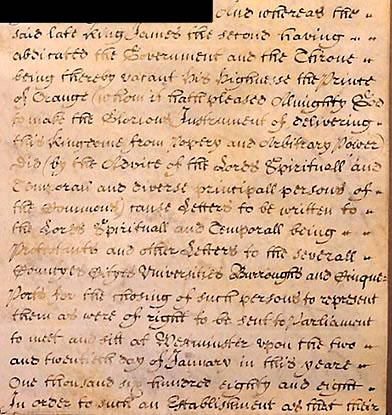
Declaration of Rights, một trong những văn kiện quan trọng nhất của Hiến pháp Anh

Năm 1689, William triệu tập Quốc hội để thảo luận nhằm tìm ra đối sách thích hợp với tình hình mới. William muốn có thực quyền chứ không đơn thuần là phu quân của Nữ vương Các nhà quý tộc thuộc khối Tory muốn tôn Mary làm Nữ vương, nhưng bà từ chối. Ngày 13 tháng 1 năm ấy, Quốc hội thông qua đạo luật Declaration of Rights, còn gọi là Bill of Rights, tuyên bố ngai vàng bị bỏ trống. Vương miện không được trao cho James Francis Edward mà cho William và Mary.
Ngày 11 tháng 4 năm 1689, Giám mục Luân Đôn, Henry Compton cử hành lễ đăng quang cho William và Mary tại Tu viện Westminster. Thông thường, Tổng Giám mục Canterbury đảm nhận công việc này, nhưng tổng Giám mục đương chức, William Sancroft, không chịu công nhận quyết định phế truất James của Quốc hội. Ngày 11 tháng 5, Quốc hội Scotland tôn William cùng Mary làm vua. Và như vậy, William cũng là William II của Scotland.

### Ổn định chính sự
Năm 1689, với sự thúc giục của William III, Đạo luật Khoan dung được thông qua, bảo đảm quyền tự do cho các tín hữu Kháng Cách ngoài quốc giáo, nhưng trái với sự mong đợi của William, vẫn còn hạn chế đối với tín hữu Công giáo Rôma và các tôn giáo khác.
Tháng 12 năm 1689 chứng kiến sự ra đời của một trong những văn kiện hiến pháp quan trọng nhất trong lịch sử Anh, Đạo luật Declaration of Rights, thường gọi là Bill of Rights. Đạo luật thiết lập những giới hạn đối với quyền lực hoàng gia như không được trì hoãn ban hành các đạo luật đã được Quốc hội thông qua, chỉ đánh thuế khi có sự đồng thuận của Quốc hội, không được vi phạm quyền kiến nghị, không được triệu tập quân đội trong thời bình nếu không có sự đồng thuận của Quốc hội, không được bác bỏ quyền trang bị vũ khí của các công dân Kháng Cách, không được can thiệp vào các cuộc bầu cử Quốc hội, không được trừng phạt các thành viên Quốc hội vì những điều họ phát biểu trong các cuộc tranh luận, không được đòi hỏi tiền bảo lãnh tại ngoại quá cao, không được áp dụng các biện pháp trừng phạt bất thường hoặc tàn bạo. William chống đối những điều khoản này, nhưng vì không muốn đối đầu với Quốc hội, cuối cùng nhà vua đã đồng ý chấp hành. Cùng Magna Carta (1215), và Parliament Acts (1911-1949), Bill of Rights được xem là một trong ba văn kiện chủ chốt cấu thành Hiến pháp bất thành văn của nước Anh.
Đạo luật cũng giải quyết vấn đề chọn người kế vị William và Mary. Nếu một người qua đời, người còn lại sẽ trị vì. Nhưng quyền kế vị sau cùng thuộc về em gái của Mary II, Công chúa Anne, và hậu duệ của bà. Cùng năm đó, đạo luật Toleration 1689 được thông qua, bảo vệ quyền lợi của cả người Kháng Cách biệt giáo lẫn người Công giáo.

## Đồng trị vì với Mary II
Mặc dù có được sự ủng hộ của đảng Whig trong Quốc hội, William cố duy trì thế quân bình giữa đảng Whig và đảng Tory. Hầu tước Halifax, nổi tiếng với khả năng hoạch định chính sách trung dung, được William tin cậy trong những năm đầu nhà vua trị vì. Đảng Whig chiếm đa số trong Quốc hội cũng muốn lập thế đa số trong chính phủ, tỏ ra thất vọng vì William không chịu dành cho họ cơ hội này. Tuy nhiên, "thế quân bình" trong chính phủ không thể tồn tại quá năm 1690, sự tranh chấp đảng phái trở nên quyết liệt, William phải cho tổ chức bầu cử sớm trong năm.
Sau cuộc bầu cử, William ngả về đảng Tory dưới quyền lãnh đạo của Danby và Nottingham. Mặc dù chủ trương duy trì quyền lực nhà vua, đảng Tory không đủ sức thuyết phục Quốc hội ủng hộ quyết định của William tiếp tục chiến tranh chống Pháp. William quay sang một nhóm thuộc đảng Whig gọi là Junto. Năm 1694, đồng thuận với chính phủ Whig, William cho phép thành lập Ngân hàng Anh, một định chế tài chính tư, do các nhà ngân hàng thành lập. Động thái này được xem là một trong những di sản quan trọng nhất của William để lại cho nền kinh tế của đất nước, thiết lập nền tảng cho giai đoạn chuyển tiếp khi nước Anh thay thế vai trò trung tâm của Cộng hòa Hà Lan và Ngân hàng Amsterdam trong giao thương toàn cầu thế kỷ XVIII.
Năm 1695, William giải tán Quốc hội, ngay trong năm Quốc hội mới được triệu tập với thế đa số thuộc về đảng Whig. Sau khi âm mưu ám sát nhà vua của nhóm Jacobite bị lộ, Quốc hội thông qua luật chống lại thủ lĩnh nhóm này, John Fenwick. Năm 1697, Fenwick bị xử chém.

### Chiến tranh ở châu Âu

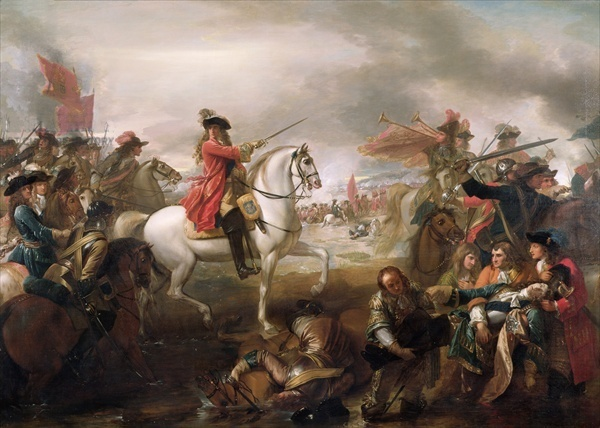
William tại trận sông Boyne, 1 tháng 7 năm 1690.

William thường xuyên vắng mặt tại triều đình vì phải ra trận trong cuộc chiến chống Pháp, từ mùa xuân đến mùa thu mỗi năm. Lúc ấy nước Anh gia nhập Liên minh Augsburg, còn gọi là Đại Liên minh. Trong khi William chinh chiến phương xa, vợ ông, Mary II, trị vì đất nước theo lời cố vấn của ông. Mỗi khi William trở về, Mary trao quyền lại cho chồng, và cứ như thế cho đến khi bà qua đời năm 1694.

### Bình định trong nước
Dù phần lớn dân chúng ở Anh chấp nhận William, nhưng lại có sự chống đối đáng kể ở Scotland và Ireland. Phe Jacobite tại Scotland – họ tin rằng James VII mới là vua hợp pháp – giành được chiến thắng đáng kinh ngạc tại trận Killiecrankie, dù bị đánh bại chỉ trong vòng một tháng sau đó. Thanh danh của William bị tổn hại do cuộc thảm sát Glencoe xảy ra trong năm 1692, khi 78 người Scotland hoặc bị giết hoặc bị để cho chết vì không chịu tuyên thệ trung thành với Quốc vương và Nữ vương Trước áp lực của công luận, William tìm cách đổ trách nhiệm cho người khác, mặc dù những người này vẫn tiếp tục tại vị, theo lời của sử gia John Dalberg-Action, "một người là đại tá, người kia là hiệp sĩ, người thứ ba là một quý tộc, và người thứ tư là một bá tước."
Tại Ireland, với sự trợ giúp của người Pháp, phe phiến loạn đủ sức kéo dài cuộc tranh chấp, dù James II phải đào thoát khỏi đảo quốc sau chiến thắng của William ở trận sông Boyne năm 1690. Hằng năm, vào ngày 12 tháng 7, người dân Bắc Ireland và người Kháng Cách Scotland vẫn kỷ niệm sự kiện này. Sau khi thủy binh Anh - Hà Lan đánh tan nát thủy quân Pháp trong trận thủy chiến tại La Hogue vào năm 1692, liên quân có lúc làm chủ các bể, và Ireland được bình định với Hiệp định Limerick. Cùng lúc, phe Đại Liên minh bị suy yếu đáng kể khi William thất trận tại Namur ở Hà Lan thuộc Tây Ban Nha vào năm 1692, rồi bị đánh tan tác ở trận Landen năm 1693. Vào năm 1694, vua William III lại thân chinh xuất quân, đoạt lại được thành Huy. Năm sau tức là năm 1695, ông giành được thắng lợi ở Namur. Còn ở ngoài khơi, trước khó khăn về tài chính và quân Đồng minh vẫn liên tiếp đánh thắng thủy binh Pháp, Louis XIV phải cắt bớt chi tiêu cho chiến tranh trên bể.

### Nghi vấn đồng tính luyến ái
Trong thập niên 1690, có những lời đồn đại về nghi vấn William III có thể là người đồng tính luyến ái, từ đó lan truyền những tờ rơi châm biếm nhắm vào nhà vua. William gần gũi với một vài cận thần người Hà Lan được ông ban cho tước vị ở Anh: Hans Willem Bentinck được phong Bá tước Portland, Arnold Joost van Keppel trở thành Bá tước Albemarle. Do không có nhân tình mà lại quan hệ thân thiết với các cận thần nam giới, kẻ thù của William cho rằng ông là người có khuynh hướng đồng tính. Cho đến nay vẫn còn bất đồng về tính chính xác của các cáo buộc này, một số người viết tiểu sử William khẳng quyết chúng chỉ là sự tưởng tượng của những người thù ghét ông, trong khi những người khác tin rằng vẫn có một ít sự thật trong đó.
Sự thân cận giữa Bentinck với vua William III khiến nhiều người ganh tị, nhưng các sử gia đương đại tin rằng khó có yếu tố đồng tính trong mối quan hệ này. Tuy nhiên, có những nghi vấn trong trường hợp của Keppel, một thanh niên rất thanh lịch nhỏ hơn William 20 tuổi, từ danh phận tiểu đồng trở thành bá tước. Năm 1697, Portland viết cho William III "những ưu ái Bệ hạ dành cho chàng trai trẻ… dấy lên những đồn đại mà Hạ thần cảm thấy xấu hổ khi nghe đến." Điều này, ông nói, "làm vấy bẩn thanh danh của Bệ hạ trước đây chưa hề bị đặt dưới những nghi vấn như thế." William III trả lời, "Đối với Trẫm, thật là bất thường và là một tội nếu không thể dành cho một người trẻ tuổi sự trọng vọng xứng đáng." 
Năm 1694, Mary II mất vì bệnh đậu mùa, để lại William III trị vì một mình. Quốc vương William sầu khổ thương tiếc vợ. Và dù đã chấp nhận đức tin Anh giáo, uy tín của Quốc vương William III tại Anh giảm sút rõ rệt khi không có vợ mình bên cạnh.

### Hòa bình với Pháp

Vua Louis XIV của Pháp gọi William III là "kẻ thâm thù".

Năm 1696, lãnh thổ Drenthe của Hà Lan công nhận William là Thống đốc. Cũng trong năm ấy, phe những người Jacobite, trong nỗ lực phục hồi vương quyền cho James, mưu sát William III nhưng bị bại lộ. Ngày 20 tháng 9 năm 1697, Hiệp ước Rijswijk được ký kết, kết thúc cuộc Chiến tranh Chín năm. Louis XIV công nhận William III là vua nước Anh và ngưng trợ giúp James II.
Giống như các vua chúa ở châu Âu, William III quan tâm đến việc kế vị ngai vàng Tây Ban Nha, ngoài Tây Ban Nha còn có các lãnh thổ rộng lớn ở Ý, Low Countries (gồm Hà Lan thuộc Nhà Burgundy, Hà Lan thuộc Pháp, Hà Lan thuộc Tây Ban Nha, và Hà Lan thuộc Áo), và Tân Thế giới. Do vua Tây Ban Nha, Carlos II, không có con nối ngôi, ngôi báu có thể thuộc về một trong những họ hàng gần nhất, trong đó có Louis XIV của Pháp), và Hoàng đế La Mã Thần thánh Leopold I. William III tìm cách ngăn cản không cho quyền kế vị rơi vào tay họ vì e sợ thế cân bằng quyền lực sẽ bị đảo lộn. Có sự đồng thuận giữa hai vua William III và Louis XIV về Hiệp ước Partition lần thứ nhất, chia cắt Đế quốc Tây Ban Nha: Công tước Joseph Ferdinand xứ Bavaria được Tây Ban Nha, trong khi vua Pháp và Hoàng đế La Mã Thần thánh chia phần với nhau những lãnh thổ nằm giữa hai nước này. Carlos II chấp nhận Joseph Ferdinand là người kế vị, nhờ vậy châu Âu tránh được nguy cơ bùng nổ chiến tranh.
Tuy nhiên, khi Joseph Ferdinand mất vì bệnh đậu mùa, vấn đề lại trở nên nóng bỏng. Năm 1700, William III và Louis XIV đồng ý với Hiệp ước Partition thứ nhì (còn gọi là Hiệp ước Luân Đôn), theo đó nước Ý sẽ vào tay con trai của Vua Pháp, còn những lãnh thổ khác của Tây Ban Nha sẽ thuộc về con trai Hoàng đế La Mã Thần thánh. Thỏa hiệp này gây căm phẫn trong vòng dân chúng Tây Ban Nha – vẫn tìm cách ngăn chặn sự tan rã của đế quốc – lẫn Hoàng đế La Mã Thần thánh, đối với ông các lãnh thổ của Ý có giá trị hơn nhiều so với những vùng đất khác. Hoàn toàn bất ngờ, cuối năm 1700 khi đang hấp hối, Vua Tây Ban Nha, Carlos II, quyết định để tất cả lãnh thổ Tây Ban Nha cho Philippe cháu của Louis XIV. Vua Pháp liền bỏ lơ Hiệp ước Partition thứ nhì để nhận phần đất từ Tây Ban Nha. Kế đó, Louis XIV còn có thái độ thù địch với William III khi chính thức công nhận James Francis Edward Stuart – con trai của cựu vương James II – làm vua nước Anh khi James II mất năm 1701. Cuộc tranh chấp giữa vua Anh và vua Pháp kéo dài đến năm 1713 trong Chiến tranh Kế vị Tây Ban Nha.

### Kế vị ngôi vua nước Anh
Việc kế vị ở Tây Ban Nha không phải là mối bận tâm duy nhất của William. Hôn nhân với Mary II không cho ông đứa con nào, mà ông không có ý định tái hôn sau khi Mary qua đời. Em gái của Mary, Công chúa Anne (kế vị William III năm 1702 và là người cuối cùng của dòng họ Stuart), có nhiều con nhưng tất cả đều chết trẻ. Quốc hội thông qua Đạo luật Settlement 1701, quy định ngai vàng sẽ thuộc về Sophia nhà Hanover.

## Qua đời
Ngày 8 tháng 3 năm 1702, William qua đời vì bệnh viêm phổi, biến chứng từ chấn thương gãy xương đòn vì bị ngã khỏi lưng con ngựa Sorrel. Nhà vua được an táng bên cạnh vợ trong Tu viện Westminster.
Cái chết của William cũng là sự kết thúc của nhà Orange. Các thành viên dòng họ này từng nắm giữ chức vụ thống đốc tỉnh Holland và hầu hết các tỉnh khác thuộc Cộng hòa Hà Lan kể từ William the Silent (1533-1584). William là thống đốc của năm tỉnh: Holland, Zealand, Utrecht, Gelderland và Overijssel. Theo di chúc của William, Johan Willem Friso thừa kế lãnh địa Orange và vài vùng đất khác ở Hà Lan. Friso là hậu duệ của William the Silent. Trong khi đó, vua Friedrich I của Phổ cũng giành quyền thừa kế lãnh thổ trong tư cách hậu duệ về họ ngoại. Đến năm 1713, theo Hiệp ước Utrecht, con trai của Friedrich I là Friedrich Wilhelm I nhượng lãnh địa Orange cho vua Pháp Louis XIV. Sau Hiệp ước Phân chia (1732), con trai của Friso, William IV, chia sẻ tước hiệu "Thân vương xứ Orange" với vua Friedrich Wilhelm I.

## Di sản
Ông là người đã tái gầy dựng quân đội Hà Lan, giúp họ đủ sức chống trả cuộc xâm lăng của Louis XIV. Thành tựu lớn nhất của vua William III là kiềm chế Pháp khi nước này đang ở trong vị thế có thể áp đặt ý muốn của mình trên toàn châu Âu. Cả cuộc đời ông là một cuộc đối đầu dai dẳng với Louis XIV của Pháp. Ngay cả sau khi ông qua đời, nỗ lực này cũng được nối tiếp trong Chiến tranh Kế vị Tây Ban Nha. Một thành quả quan trọng khác của triều đại William III là chấm dứt sự tranh chấp cay đắng giữa Vương quyền và Quốc hội khởi phát từ thời James I (đăng quang năm 1603) - vị vua đầu tiên của Nhà Stuart. Sự tranh chấp quyền lực giữa vương quyền và quốc hội là nguyên nhân dẫn đến cuộc Nội chiến Anh trong thập niên 1640, và cuộc Cách mạng Vinh quang năm 1688. Tình trạng đối đầu này đã kết thúc trong thời trị vì của William III với sự ra đời của Đạo luật Declaration of Rights năm 1689, Triennal Act năm 1694, và Act of Settlement năm 1701, dành cho Quốc hội nhiều quyền lực hơn. Sự chấp nhận hạn chế Vương quyền của William III đã mở ra một cơ cấu chính trị tự do cho Anh Quốc, "đây sẽ là một kỳ công của thế kỷ XVIII." Các nhà sử học tự do chủ nghĩa thế kỷ XIX như Thomas Babington Macaulay, Nam tước Macaulay thứ nhất coi ông là vị vua vĩ đại nhất trong lịch sử Anh Quốc, với gốc gác Hà Lan được thể hiện qua chính sách tự do tôn giáo của ông.
Đến cuối thế kỷ XVII, ông được coi là vượt trội hơn hẳn mọi chính khác châu Âu khác . Năm 1693, William thành lập Đại học William and Mary (nay tại Williamsburg, Virginia). Nassau, thủ đô Bahamas, được đặt tên để vinh danh ông vào năm 1695. Tương tự là Quận Nassau, New York. Long Island từng mang tên Nassau trong thời kỳ cai trị của người Hà Lan.

## Tước hiệu và huy hiệu

Huy hiệu của William III

### Tước hiệu
Từ năm 1672, William là "Thống đốc Hà Lan, Thân vương xứ Orange và Công tước xứ Nassau-Dillenburg" Khi trị vì Vương quốc Anh, William và Mary sử dụng danh hiệu "Đức Vua và Nữ vương Anh, Scotland, Pháp và Ireland; Người Bảo vệ Đức tin…" Ngoài ra, William III cũng mang danh hiệu "Vua nước Pháp" do các vị Quốc vương và Nữ vương Anh truyền lại kể từ Edward III bất chấp việc họ không có chút quyền lực nào trên đất Pháp.

### Huy hiệu
Huy hiệu của Vua và Nữ vương là: Quarterly, I and IV Grandquarterly, Azure three fleurs-de-lis Or (cho Pháp) and Gules three lions passant guardant in pale Or (cho Anh); II Or a lion rampant within a tressure flory-counter-flory Gules (cho Scotland); III Azure a harp Or stringed Argent (cho Ireland); overall an escutcheon Azure billetty and a lion rampant Or (cho Nassau).

## Trong văn hóa nghệ thuật
Trong điện ảnh, hình tượng vua William III của Anh từng được nhiều diễn viên thể hiện:
- Bernard Lee trong The Black Tulip (Hoa tulip đen, 1937), dựa trên tiểu thuyết của Alexandre Dumas
- Henry Daniell trong Captain Kidd (1945)
- Olaf Hytten trong Against All Flags (1952)
- Alan Rowe trong loạt phim kịch của BBC The First Churchills (1969)
- Laurence Olivier trong Peter the Great ("Pyotr Đại đế") của NBC (1986)
- Thom Hoffman trong Orlando (1992), dựa trên tiểu thuyết của Virginia Woolf
- Corin Redgrave trong England, My England (1995), về nhà soạn nhạc Henry Purcell
- Jochum ten Haaf trong Charles II: The Power & the Passion của BBC (2003)
- Russell Pate trong King Billy Above All của BBC (2008)
- The Baroque Cycle (sách nhiều tập) của Neal Stephenson về William of Orange.

## Gia phả
| \| \| \| \| \| \| \| \| \| \| \| \| \| \| \| \| \| \| \| \| 16. William I, Bá tước Nassau-Dillenburg \| \| \| \| \| \| \| \| \| \| \| \| \| \| \| \| \| \| \| \| \| \| \| \| \| \| \| \| \| \| \| \| \| \| \| \| \| \| \| \| \| \| \| \| \| \| \| \| \| \| \| \| \| \| 8. William the Silent \| \| \| \| \| \| \| \| \| \| \| \| \| \| \| \| \| \| \| \| \| \| \| \| \| \| \| \| \| \| \| \| \| \| \| \| \| \| \| \| \| \| \| \| \| \| \| \| \| \| \| \| \| \| 17. Juliana của Stolberg \| \| \| \| \| \| \| \| \| \| \| \| \| \| \| \| \| \| \| \| \| \| \| \| \| \| \| \| \| \| \| \| \| \| \| \| \| \| \| \| \| \| \| \| \| \| \| \| \| \| \| \| \| \| 4. Frederik Hendrik của Orange \| \| \| \| \| \| \| \| \| \| \| \| \| \| \| \| \| \| \| \| \| \| \| \| \| \| \| \| \| \| \| \| \| \| \| \| \| \| \| \| \| \| \| \| \| \| \| \| \| \| \| \| \| \| 18. Gaspard de Coligny \| \| \| \| \| \| \| \| \| \| \| \| \| \| \| \| \| \| \| \| \| \| \| \| \| \| \| \| \| \| \| \| \| \| \| \| \| \| \| \| \| \| \| \| \| \| \| \| \| \| \| \| \| \| 9. Louise de Coligny \| \| \| \| \| \| \| \| \| \| \| \| \| \| \| \| \| \| \| \| \| \| \| \| \| \| \| \| \| \| \| \| \| \| \| \| \| \| \| \| \| \| \| \| \| \| \| \| \| \| \| \| \| \| 19. Charlotte de Laval \| \| \| \| \| \| \| \| \| \| \| \| \| \| \| \| \| \| \| \| \| \| \| \| \| \| \| \| \| \| \| \| \| \| \| \| \| \| \| \| \| \| \| \| \| \| \| \| \| \| \| \| \| \| 2. Willem II, Thân vương xứ Orange \| \| \| \| \| \| \| \| \| \| \| \| \| \| \| \| \| \| \| \| \| \| \| \| \| \| \| \| \| \| \| \| \| \| \| \| \| \| \| \| \| \| \| \| \| \| \| \| \| \| \| \| \| \| 20. Konrad của Solms-Braunfels \| \| \| \| \| \| \| \| \| \| \| \| \| \| \| \| \| \| \| \| \| \| \| \| \| \| \| \| \| \| \| \| \| \| \| \| \| \| \| \| \| \| \| \| \| \| \| \| \| \| \| \| \| \| 10. Johan Albrecht I của Solms-Braunfels \| \| \| \| \| \| \| \| \| \| \| \| \| \| \| \| \| \| \| \| \| \| \| \| \| \| \| \| \| \| \| \| \| \| \| \| \| \| \| \| \| \| \| \| \| \| \| \| \| \| \| \| \| \| 21. Elisabeth của Nassau-Dillenburg \| \| \| \| \| \| \| \| \| \| \| \| \| \| \| \| \| \| \| \| \| \| \| \| \| \| \| \| \| \| \| \| \| \| \| \| \| \| \| \| \| \| \| \| \| \| \| \| \| \| \| \| \| \| 5. Amalia của Solms-Braunfels \| \| \| \| \| \| \| \| \| \| \| \| \| \| \| \| \| \| \| \| \| \| \| \| \| \| \| \| \| \| \| \| \| \| \| \| \| \| \| \| \| \| \| \| \| \| \| \| \| \| \| \| \| \| 22. Ludwig I của Sayn-Wittgenstein \| \| \| \| \| \| \| \| \| \| \| \| \| \| \| \| \| \| \| \| \| \| \| \| \| \| \| \| \| \| \| \| \| \| \| \| \| \| \| \| \| \| \| \| \| \| \| \| \| \| \| \| \| \| 11. Agnes của Sayn-Wittgenstein \| \| \| \| \| \| \| \| \| \| \| \| \| \| \| \| \| \| \| \| \| \| \| \| \| \| \| \| \| \| \| \| \| \| \| \| \| \| \| \| \| \| \| \| \| \| \| \| \| \| \| \| \| \| 23. Elisabeth của Solms-Laubach \| \| \| \| \| \| \| \| \| \| \| \| \| \| \| \| \| \| \| \| \| \| \| \| \| \| \| \| \| \| \| \| \| \| \| \| \| \| \| \| \| \| \| \| \| \| \| \| \| \| \| \| \| \| 1. William III của Anh \| \| \| \| \| \| \| \| \| \| \| \| \| \| \| \| \| \| \| \| \| \| \| \| \| \| \| \| \| \| \| \| \| \| \| \| \| \| \| \| \| \| \| \| \| \| \| \| \| \| \| \| \| \| 24. Henry Stuart, Công tước xứ Albany \| \| \| \| \| \| \| \| \| \| \| \| \| \| \| \| \| \| \| \| \| \| \| \| \| \| \| \| \| \| \| \| \| \| \| \| \| \| \| \| \| \| \| \| \| \| \| \| \| \| \| \| \| \| 12. James I của Anh \| \| \| \| \| \| \| \| \| \| \| \| \| \| \| \| \| \| \| \| \| \| \| \| \| \| \| \| \| \| \| \| \| \| \| \| \| \| \| \| \| \| \| \| \| \| \| \| \| \| \| \| \| \| 25. Mary I của Scotland \| \| \| \| \| \| \| \| \| \| \| \| \| \| \| \| \| \| \| \| \| \| \| \| \| \| \| \| \| \| \| \| \| \| \| \| \| \| \| \| \| \| \| \| \| \| \| \| \| \| \| \| \| \| 6. Charles I của Anh \| \| \| \| \| \| \| \| \| \| \| \| \| \| \| \| \| \| \| \| \| \| \| \| \| \| \| \| \| \| \| \| \| \| \| \| \| \| \| \| \| \| \| \| \| \| \| \| \| \| \| \| \| \| 26. Frederick II của Đan Mạch \| \| \| \| \| \| \| \| \| \| \| \| \| \| \| \| \| \| \| \| \| \| \| \| \| \| \| \| \| \| \| \| \| \| \| \| \| \| \| \| \| \| \| \| \| \| \| \| \| \| \| \| \| \| 13. Anne của Đan Mạch \| \| \| \| \| \| \| \| \| \| \| \| \| \| \| \| \| \| \| \| \| \| \| \| \| \| \| \| \| \| \| \| \| \| \| \| \| \| \| \| \| \| \| \| \| \| \| \| \| \| \| \| \| \| 27. Sofie của Mecklenburg-Schwerin \| \| \| \| \| \| \| \| \| \| \| \| \| \| \| \| \| \| \| \| \| \| \| \| \| \| \| \| \| \| \| \| \| \| \| \| \| \| \| \| \| \| \| \| \| \| \| \| \| \| \| \| \| \| 3. Mary Henrietta, Vương nữ Vương thất \| \| \| \| \| \| \| \| \| \| \| \| \| \| \| \| \| \| \| \| \| \| \| \| \| \| \| \| \| \| \| \| \| \| \| \| \| \| \| \| \| \| \| \| \| \| \| \| \| \| \| \| \| \| 28. Antoine de Bourbon \| \| \| \| \| \| \| \| \| \| \| \| \| \| \| \| \| \| \| \| \| \| \| \| \| \| \| \| \| \| \| \| \| \| \| \| \| \| \| \| \| \| \| \| \| \| \| \| \| \| \| \| \| \| 14. Henri IV của Pháp \| \| \| \| \| \| \| \| \| \| \| \| \| \| \| \| \| \| \| \| \| \| \| \| \| \| \| \| \| \| \| \| \| \| \| \| \| \| \| \| \| \| \| \| \| \| \| \| \| \| \| \| \| \| 29. Jeanne III của Navarra \| \| \| \| \| \| \| \| \| \| \| \| \| \| \| \| \| \| \| \| \| \| \| \| \| \| \| \| \| \| \| \| \| \| \| \| \| \| \| \| \| \| \| \| \| \| \| \| \| \| \| \| \| \| 7. Henrietta Maria của Pháp \| \| \| \| \| \| \| \| \| \| \| \| \| \| \| \| \| \| \| \| \| \| \| \| \| \| \| \| \| \| \| \| \| \| \| \| \| \| \| \| \| \| \| \| \| \| \| \| \| \| \| \| \| \| 30. Francesco I de' Medici \| \| \| \| \| \| \| \| \| \| \| \| \| \| \| \| \| \| \| \| \| \| \| \| \| \| \| \| \| \| \| \| \| \| \| \| \| \| \| \| \| \| \| \| \| \| \| \| \| \| \| \| \| \| 15. Marie de Médicis \| \| \| \| \| \| \| \| \| \| \| \| \| \| \| \| \| \| \| \| \| \| \| \| \| \| \| \| \| \| \| \| \| \| \| \| \| \| \| \| \| \| \| \| \| \| \| \| \| \| \| \| \| \| 31. Johanna của Áo \| \| \| \| \| \| \| \| \| \| \| \| \| \| \| \| \| \| \| \| \| \| \| \| \| \| \| \| \| \| \| \| \| \| \| \| \| \| \| \| \| \| \| \| \| \| \| \| \| \| \| \| |                                          |  |  |  |  |  |  |  |  |  |  |  |  |  |  |  |
| |                                          |  |  |  |  |  |  |  |  |  |  |  |  |  |  |  |
| | 16. William I, Bá tước Nassau-Dillenburg |  |  |  |  |  |  |  |  |  |  |  |  |  |  |  |
| |                                          |  |  |  |  |  |  |  |  |  |  |  |  |  |  |  |
| |                                          |  |  |  |  |  |  |  |  |  |  |  |  |  |  |  |
| | 8. William the Silent                    |  |  |  |  |  |  |  |  |  |  |  |  |  |  |  |
| |                                          |  |  |  |  |  |  |  |  |  |  |  |  |  |  |  |
| |                                          |  |  |  |  |  |  |  |  |  |  |  |  |  |  |  |
| | 17. Juliana của Stolberg                 |  |  |  |  |  |  |  |  |  |  |  |  |  |  |  |
| |                                          |  |  |  |  |  |  |  |  |  |  |  |  |  |  |  |
| |                                          |  |  |  |  |  |  |  |  |  |  |  |  |  |  |  |
| | 4. Frederik Hendrik của Orange           |  |  |  |  |  |  |  |  |  |  |  |  |  |  |  |
| |                                          |  |  |  |  |  |  |  |  |  |  |  |  |  |  |  |
| |                                          |  |  |  |  |  |  |  |  |  |  |  |  |  |  |  |
| | 18. Gaspard de Coligny                   |  |  |  |  |  |  |  |  |  |  |  |  |  |  |  |
| |                                          |  |  |  |  |  |  |  |  |  |  |  |  |  |  |  |
| |                                          |  |  |  |  |  |  |  |  |  |  |  |  |  |  |  |
| | 9. Louise de Coligny                     |  |  |  |  |  |  |  |  |  |  |  |  |  |  |  |
| |                                          |  |  |  |  |  |  |  |  |  |  |  |  |  |  |  |
| |                                          |  |  |  |  |  |  |  |  |  |  |  |  |  |  |  |
| | 19. Charlotte de Laval                   |  |  |  |  |  |  |  |  |  |  |  |  |  |  |  |
| |                                          |  |  |  |  |  |  |  |  |  |  |  |  |  |  |  |
| |                                          |  |  |  |  |  |  |  |  |  |  |  |  |  |  |  |
| | 2. Willem II, Thân vương xứ Orange       |  |  |  |  |  |  |  |  |  |  |  |  |  |  |  |
| |                                          |  |  |  |  |  |  |  |  |  |  |  |  |  |  |  |
| |                                          |  |  |  |  |  |  |  |  |  |  |  |  |  |  |  |
| | 20. Konrad của Solms-Braunfels           |  |  |  |  |  |  |  |  |  |  |  |  |  |  |  |
| |                                          |  |  |  |  |  |  |  |  |  |  |  |  |  |  |  |
| |                                          |  |  |  |  |  |  |  |  |  |  |  |  |  |  |  |
| | 10. Johan Albrecht I của Solms-Braunfels |  |  |  |  |  |  |  |  |  |  |  |  |  |  |  |
| |                                          |  |  |  |  |  |  |  |  |  |  |  |  |  |  |  |
| |                                          |  |  |  |  |  |  |  |  |  |  |  |  |  |  |  |
| | 21. Elisabeth của Nassau-Dillenburg      |  |  |  |  |  |  |  |  |  |  |  |  |  |  |  |
| |                                          |  |  |  |  |  |  |  |  |  |  |  |  |  |  |  |
| |                                          |  |  |  |  |  |  |  |  |  |  |  |  |  |  |  |
| | 5. Amalia của Solms-Braunfels            |  |  |  |  |  |  |  |  |  |  |  |  |  |  |  |
| |                                          |  |  |  |  |  |  |  |  |  |  |  |  |  |  |  |
| |                                          |  |  |  |  |  |  |  |  |  |  |  |  |  |  |  |
| | 22. Ludwig I của Sayn-Wittgenstein       |  |  |  |  |  |  |  |  |  |  |  |  |  |  |  |
| |                                          |  |  |  |  |  |  |  |  |  |  |  |  |  |  |  |
| |                                          |  |  |  |  |  |  |  |  |  |  |  |  |  |  |  |
| | 11. Agnes của Sayn-Wittgenstein          |  |  |  |  |  |  |  |  |  |  |  |  |  |  |  |
| |                                          |  |  |  |  |  |  |  |  |  |  |  |  |  |  |  |
| |                                          |  |  |  |  |  |  |  |  |  |  |  |  |  |  |  |
| | 23. Elisabeth của Solms-Laubach          |  |  |  |  |  |  |  |  |  |  |  |  |  |  |  |
| |                                          |  |  |  |  |  |  |  |  |  |  |  |  |  |  |  |
| |                                          |  |  |  |  |  |  |  |  |  |  |  |  |  |  |  |
| | 1. William III của Anh                   |  |  |  |  |  |  |  |  |  |  |  |  |  |  |  |
| |                                          |  |  |  |  |  |  |  |  |  |  |  |  |  |  |  |
| |                                          |  |  |  |  |  |  |  |  |  |  |  |  |  |  |  |
| | 24. Henry Stuart, Công tước xứ Albany    |  |  |  |  |  |  |  |  |  |  |  |  |  |  |  |
| |                                          |  |  |  |  |  |  |  |  |  |  |  |  |  |  |  |
| |                                          |  |  |  |  |  |  |  |  |  |  |  |  |  |  |  |
| | 12. James I của Anh                      |  |  |  |  |  |  |  |  |  |  |  |  |  |  |  |
| |                                          |  |  |  |  |  |  |  |  |  |  |  |  |  |  |  |
| |                                          |  |  |  |  |  |  |  |  |  |  |  |  |  |  |  |
| | 25. Mary I của Scotland                  |  |  |  |  |  |  |  |  |  |  |  |  |  |  |  |
| |                                          |  |  |  |  |  |  |  |  |  |  |  |  |  |  |  |
| |                                          |  |  |  |  |  |  |  |  |  |  |  |  |  |  |  |
| | 6. Charles I của Anh                     |  |  |  |  |  |  |  |  |  |  |  |  |  |  |  |
| |                                          |  |  |  |  |  |  |  |  |  |  |  |  |  |  |  |
| |                                          |  |  |  |  |  |  |  |  |  |  |  |  |  |  |  |
| | 26. Frederick II của Đan Mạch            |  |  |  |  |  |  |  |  |  |  |  |  |  |  |  |
| |                                          |  |  |  |  |  |  |  |  |  |  |  |  |  |  |  |
| |                                          |  |  |  |  |  |  |  |  |  |  |  |  |  |  |  |
| | 13. Anne của Đan Mạch                    |  |  |  |  |  |  |  |  |  |  |  |  |  |  |  |
| |                                          |  |  |  |  |  |  |  |  |  |  |  |  |  |  |  |
| |                                          |  |  |  |  |  |  |  |  |  |  |  |  |  |  |  |
| | 27. Sofie của Mecklenburg-Schwerin       |  |  |  |  |  |  |  |  |  |  |  |  |  |  |  |
| |                                          |  |  |  |  |  |  |  |  |  |  |  |  |  |  |  |
| |                                          |  |  |  |  |  |  |  |  |  |  |  |  |  |  |  |
| | 3. Mary Henrietta, Vương nữ Vương thất   |  |  |  |  |  |  |  |  |  |  |  |  |  |  |  |
| |                                          |  |  |  |  |  |  |  |  |  |  |  |  |  |  |  |
| |                                          |  |  |  |  |  |  |  |  |  |  |  |  |  |  |  |
| | 28. Antoine de Bourbon                   |  |  |  |  |  |  |  |  |  |  |  |  |  |  |  |
| |                                          |  |  |  |  |  |  |  |  |  |  |  |  |  |  |  |
| |                                          |  |  |  |  |  |  |  |  |  |  |  |  |  |  |  |
| | 14. Henri IV của Pháp                    |  |  |  |  |  |  |  |  |  |  |  |  |  |  |  |
| |                                          |  |  |  |  |  |  |  |  |  |  |  |  |  |  |  |
| |                                          |  |  |  |  |  |  |  |  |  |  |  |  |  |  |  |
| | 29. Jeanne III của Navarra               |  |  |  |  |  |  |  |  |  |  |  |  |  |  |  |
| |                                          |  |  |  |  |  |  |  |  |  |  |  |  |  |  |  |
| |                                          |  |  |  |  |  |  |  |  |  |  |  |  |  |  |  |
| | 7. Henrietta Maria của Pháp              |  |  |  |  |  |  |  |  |  |  |  |  |  |  |  |
| |                                          |  |  |  |  |  |  |  |  |  |  |  |  |  |  |  |
| |                                          |  |  |  |  |  |  |  |  |  |  |  |  |  |  |  |
| | 30. Francesco I de' Medici               |  |  |  |  |  |  |  |  |  |  |  |  |  |  |  |
| |                                          |  |  |  |  |  |  |  |  |  |  |  |  |  |  |  |
| |                                          |  |  |  |  |  |  |  |  |  |  |  |  |  |  |  |
| | 15. Marie de Médicis                     |  |  |  |  |  |  |  |  |  |  |  |  |  |  |  |
| |                                          |  |  |  |  |  |  |  |  |  |  |  |  |  |  |  |
| |                                          |  |  |  |  |  |  |  |  |  |  |  |  |  |  |  |
| | 31. Johanna của Áo                       |  |  |  |  |  |  |  |  |  |  |  |  |  |  |  |
| |                                          |  |  |  |  |  |  |  |  |  |  |  |  |  |  |  |
| |                                          |  |  |  |  |  |  |  |  |  |  |  |  |  |  |  |